# Mariánský morový sloup (Hradčany)
Mariánský morový sloup uprostřed Hradčanského náměstí v Praze stojí v místě, kde se při velkém moru v letech 1713–1714 konaly bohoslužby pod širým nebem. Sloup je chráněn jako kulturní památka.

## Historie
Stavbu tohoto sloupu schválil císař Karel VI. roku 1725, základní kámen byl položen o rok později. Město Hradčany nemělo dost financí, proto byl sloup dokončen a vysvěcen až roku 1736. Sochu Neposkvrněné Panny Marie – Immaculaty a postavy světců na zábradlí a na pilířích obelisku vytvořil 1724–1728 Ferdinand Maxmilián Brokoff. Po jeho smrti dokončil dílo jeho žák František Ignác Weiss. 
Na konci roku 2013 bylo rozhodnuto, že sloup bude rekonstruován péčí Galerie hlavního města Prahy. Poslední větší oprava sloupu je datována do 60. let 20. století.

## Popis

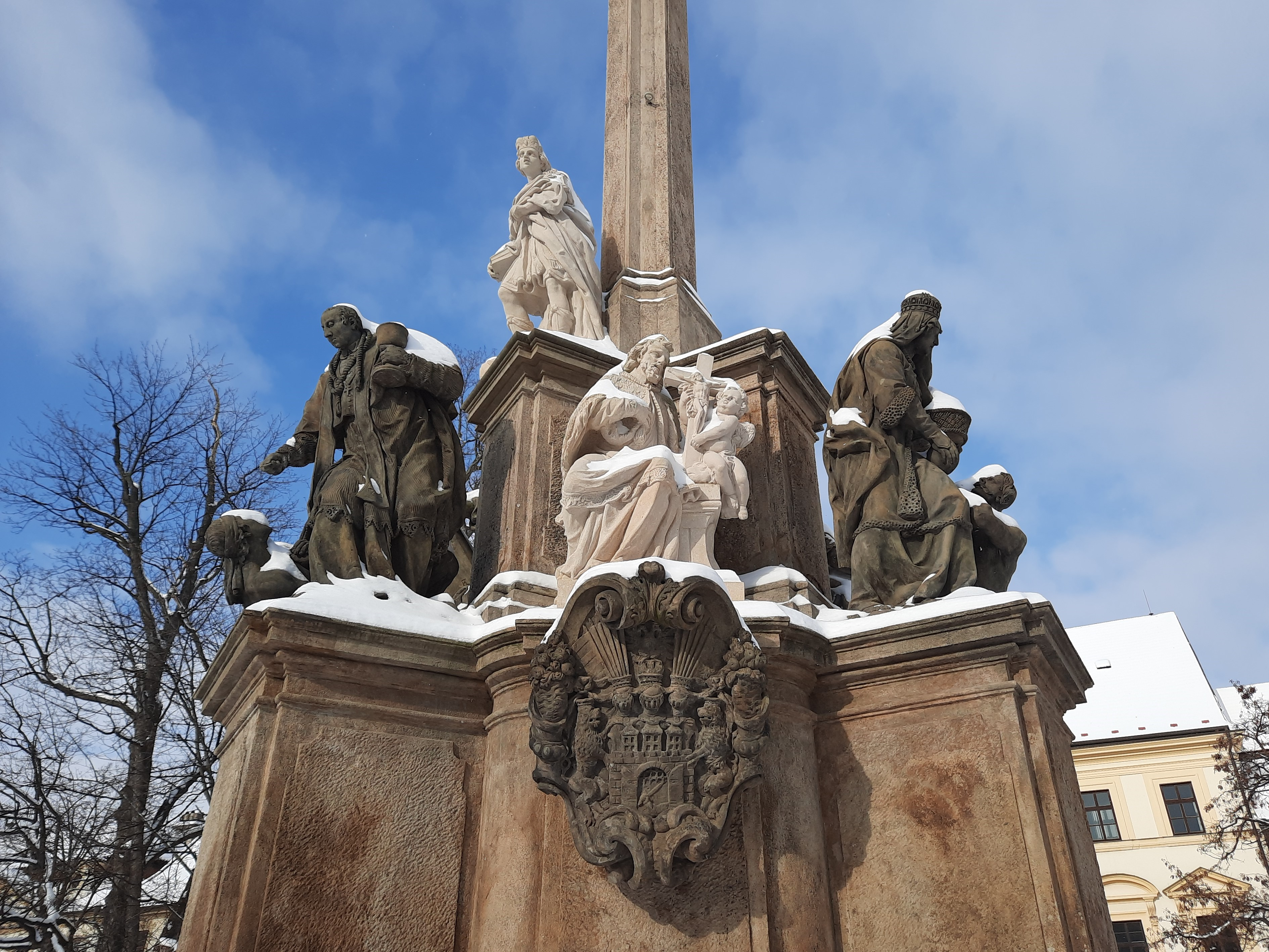
Detail soch ve spodní části sloupu

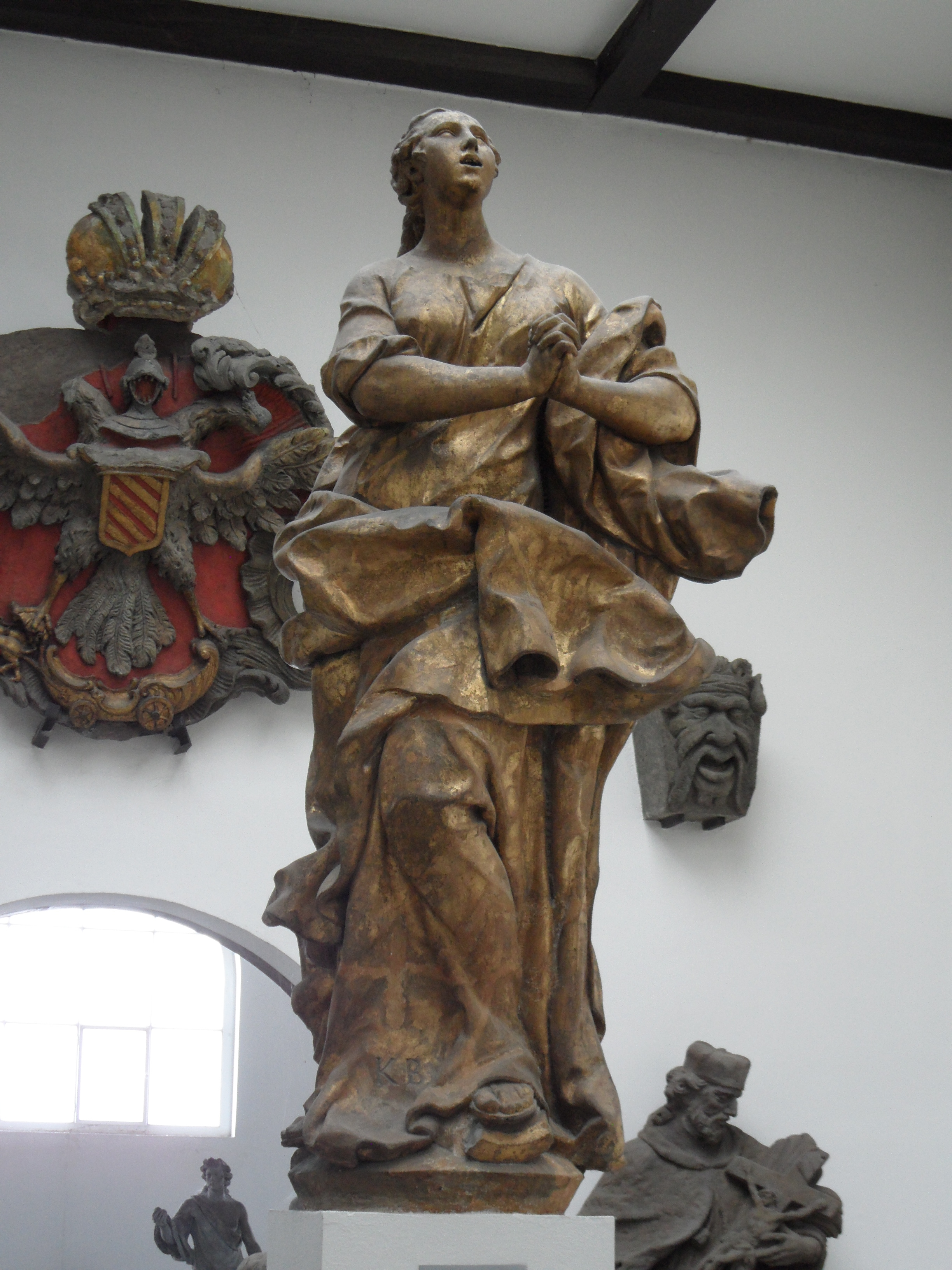
Originál Brokoffovy sochy Panny Marie v Lapidáriu

Kolem soklu pilíře stojí sochy svatého Víta, Václava a Vojtěcha, na dolním podstavci svatý Karel Boromejský, svatý Jan Nepomucký a svatá Alžběta Durynská, která dává žebrákovi almužnu, dále svatý Petr, svatý Florián a svatý Pavel. Pískovcová socha Panny Marie, vysoká 206 cm, byla roku 1884 pozlacena, od roku 1894 je nahrazena kopií od Ludvíka Wurzela. Originál je dnes uložen v Lapidáriu na Pražském výstavišti. Kolem sousoší byly instalovány kamenné ozdobné patníky.

## Novodobé legendy o vesle
Svatý Vojtěch drží v téže ruce dva své atributy, biskupskou berlu a veslo, kterým byl dle legendy zabit. O původu vesla koluje mnoho městských legend. Podle některých z nich umístil Vojtěchovi do ruky pádlo někdo z vodáckého oddílu přítomného v Praze na první (1955) nebo druhé (1960) celostátní spartakiádě a restaurátoři je pak při pozdějších úpravách vyměnili a přizpůsobili baroknímu tvaru. Vyskytují se však pamětníci z různých míst Česka, kteří tvrdí, že to byl právě jejich oddíl, který pádlo soše věnoval, a liší se detaily historek i konkrétní jména pachatelů. Veslo však socha má už na fotografii v publikaci Praha ve fotografii Karla Plicky z roku 1940.